# Agraecina
Agraecina es un género de arañas araneomorfas de la familia Liocranidae. Se encuentra en el Sur de Europa, Norte de África, África occidental, Oriente medio y Asia Central.

## Lista de especies
Según The World Spider Catalog 12.0:
- Agraecina canariensis Wunderlich, 1992
- Agraecina cristiani (Georgescu, 1989)
- Agraecina hodna Bosmans, 1999
- Agraecina lineata (Simon, 1878)
- Agraecina rutilia (Simon, 1897)